# سیارک ۱۳۷۰
سیارک ۱۳۷۰ (به انگلیسی: 1370 Hella، نامگذاری:1935QG) هزار و سیصد و هفتادمین سیارک کشف شده‌است که در ۳۱ اوت ۱۹۳۵ و در هایدلبرگ کشف شد.
قدر مطلق سیارک برابر ۱۳٫۸۰ است.